# Martin Schröder
Johan Martin Schröder (Amsterdam, 13 maggio 1931 – Noordwijk, 2 ottobre 2024) è stato un aviatore e imprenditore olandese, noto per essere il fondatore, assieme a John Block, della compagnia aerea Martin's Air Charter (MAC), la prima ad introdurre voli charter nei Paesi Bassi, e che con il cambio societario che mutò la sua ragione sociale in Martinair divenne sotto la sua presidenza la seconda azienda di trasporto aereo olandese per importanza dopo la KLM.

## Biografia
Nel 1998, a 40 anni dalla fondazione della Martinair, Schröder decise di dimettersi da presidente e CEO dell'azienda, venendo sostituito da Aart van Bochove.
Tra il settembre 1975 e il settembre 1976 Schröder ricoprì inoltre l'incarico di presidente del consiglio di amministrazione della AMREF Flying Doctors Nederland, divisione olandese della African Medical and Research Foundation (poi Amref Health Africa), organizzazione umanitaria che grazie all'iniziativa di medici-piloti offre assistenza medica nel territorio africano, della quale divenne membro onorario nel 1981.